# Jimmy Napes
Jimmy Napes (* 1984 in London, eigentlich James Napier) ist ein britischer Songwriter, Musikproduzent und Sänger. Er wurde vor allem durch seine Zusammenarbeit mit Sam Smith bekannt, die ihm 2015 einen Grammy einbrachte.

## Leben
James Napier wuchs als Sohn einer Künstlerfamilie im London Borough of Camden auf. Bereits in seiner Jugend interessierte er sich für Musik, lernte Klavier, Schlagzeug und Gitarre. Mit 18 entschloss er sich gegen ein Universitätsstudium und zog nach Los Angeles, wo er für die Werbeagentur eines Bekannten arbeitete, die Musik für Werbespots produzierte. Nach einiger Zeit kehrte er nach London zurück und baute sich ein kleines Studio in einem Keller in der Old Street von London auf. Zunächst versuchte er sich im DJing. Er blieb jedoch relativ erfolglos. Seine erste professionelle Produktion wurde der Song So High von Eliza Doolittle. Danach lernte er Sam Smith kennen. Die beiden arbeiteten zusammen an dem Track Lay Me Down, das zur Debütsingle von Smith werden sollte und die seinen ersten großen Hit markierte. Danach wurde er als Songwriter für das UK-Garage-Duo Disclosure engagiert, unter anderem der Hit Latch stammt auch aus seiner Feder. Napier war außerdem am Songwriting mehrerer Tracks von Smiths Debütalbum In the Lonely Hour beteiligt. 2013 und 2014 war er als Autor an drei Nummer-eins-Hits in den britischen Charts beteiligt: La La La von Naughty Boy faet. Sam Smith, Stay with Me von Sam Smith und Rather Be von Clean Bandit.
Für Stay With Me gewannen er und Smith einen Grammy für den Song des Jahres 2015.  Die beiden schrieben außerdem für James Bond 007: Spectre den James-Bond-Titeltrack Writing’s on the Wall, für den die beiden den Oscar 2016 für den Besten Song erhielten.
Jimmy Napes produzierte außerdem unter anderem für Mary J. Blige, Madonna und Ellie Goulding. 2015 erschien außerdem seine Debüt-EP The Making of Me, bei der er auch als Sänger fungiert.

## Diskografie
Alben
- 2015: The Making of Me (EP, Method Records)

Songwriting
- 2010: So High von Eliza Doolittle
- 2013: Nirvana von Sam Smith
- 2013: Latch, White Noise und Voices für Disclosure
- 2013: La La La von Naughty Boy
- 2014: When You’re Gone, Right Now, Nobody but You, Follow, Worth My Time für Mary J. Blige
- 2014: I Can't Keep Up für Tourist
- 2014: Extraordinary, Dust Clears, Rather Be für Clean Bandit
- 2014: I’m Not the Only One, Lay Me Down. Make It to Me für Sam Smith
- 2014: Pieces für Jessie Ware
- 2014: Unmissable für Gorgon City
- 2014: You’re On für Madeon
- 2015: Writing’s on the Wall für Sam Smith
- 2015: Best Night für Madonna
- 2015: Heal für Ellie Goulding
- 2022: Unholy für Sam Smith feat. Kim Petras